# 新疆生产建设兵团第一师一团
新疆生产建设兵团第一师一团，是中华人民共和国新疆生产建设兵团下辖的一个团，与新疆维吾尔自治区阿拉尔市金银川镇实行的管理体制，2017年由第七师代管。

## 历史
新疆生产建设兵团第一师一团的前身是中国人民解放军三五九旅七一八团。1949年2月1日，三五九旅七一八团改称第一野战军一兵团第二军步兵第五师十四团。1949年10月12日，部队从甘肃酒泉向新疆南疆进军。1950年7月，十四团来到戈壁荒漠沙井子垦区。1953年3月，中国共产党中央军事委员会將部队分为国防军和生产军，将二十八岁以下身体健壮的青年军人编入国防军，其余军人以五师十四团为基础，加上十二团、十三团各一营和师直属队等36个单位合编成生产军，命名为“中国人民解放军新疆军区新疆农业建设第一师第一团”，1954年10月7日改称为“中国人民解放军新疆军区生产建设兵团农业建设第一师一团农场”。
1959年3月，一团农场按农业生产区分成胜利一场、胜利二场、胜利三场，隶属胜利第一总场。1962年4月，将胜利一场、胜利二场、胜利三场合并为一团农场，隶属农一师第一生产管理处。1969年4月25日，番号定为“中国人民解放军新疆军区生产建设兵团农一师一团”。1975年4月20日新疆军区生产建设兵团撤销，农一师一团原体制不变。1975年6月，农一师一团改称“阿克苏地区农垦一团”，隶属阿克苏地区农垦局。1981年12月3日新疆生产建设兵团建制恢复后，1982年6月，阿克苏地区农垦一团改称“新疆生产建设兵团农一师一团”。1984年新疆地名普查时，根据一团盛产金黄的稻谷和银白的棉花的情况，将一团团部定名为“金银川镇”。2013年1月16日，新疆生产建设兵团农一师一团更名为“新疆生产建设兵团第一师一团”。
2013年1月23日，阿克苏市、阿瓦提县、柯坪县的部分区域划归阿拉尔市，设立金银川镇，行政区域包括一团、二团、三团及沙井子灌区水利管理处。2月26日，镇政府正式挂牌成立。2017年5月，金银川镇由新疆生产建设兵团第七师代管。2020年1月18日，二团、三团挂牌成立新井子镇、甘泉镇。

## 地理
一团金银川镇位于塔克拉玛干大沙漠北边，天山支脉喀拉铁克山南边，地理坐标为北纬40°40′，东经79°53′，周边与阿克苏市、柯坪县、乌什县、阿瓦提县接壤，东边与阿克苏市南工业园区相距70公里，西边与喀什市相距405公里，北边与库车市相距330公里，地理位置十分突出。海拔高度为1048米到1056米。一团金银川镇交通道路和机构有南疆铁路金银川火车站、通用机场、314国道。
金银川镇下辖：光明路社区、胜利路社区、希望路社区、新皇宫社区、一连、二连、三连、四连、五连、六连、七连、八连、九连、十连、十一连、十二连、十三连、十四连、十五连、十六连、十七连、十八连、十九连、二十一连、二十四连、二十五连、二十六连。

## 經濟
2014年，金银川镇完成地区生产总值约42.52亿元人民币，其中第一产业实现增加值26.12亿元人民币，第二产业实现增加值10.45亿元人民币，第三产业实现增加值5.96亿元。城镇常住居民人均可支配收入2.3万元以上，连队常住居民人均可支配收入1.5万元。2014年，金银川镇主要农林作物为棉花、水稻、红枣、核桃，农作物播种面积41227.3公顷，其中粮食作物4303公顷，总产粮食55564吨；棉花播种28902.3公顷，总产皮棉79888吨。林地32620余公顷，果园14357.2公顷，果品总产232931吨。牲畜存栏9.95万头（只），总产肉类4632吨。
2014年，金银川镇年末总人口47139人，其中维吾尔族6780人，其他少数民族139人；年末有职工11003人，个体劳动者5598人。金银川镇辖区有普通中学4所，小学4所，幼儿园4所。在校中小学生5834名，入园幼儿1000余名。共有专职教师618人。